# Jocelyn Blanchard
Pour les articles homonymes, voir Jocelyn Blanchard (acteur) et Blanchard.
Jocelyn Blanchard, né le 28 mai 1972 à Béthune, est un footballeur français. Milieu de terrain défensif lors de ses vingt années de professionnalisme, il fut directeur sportif du Racing Club de Lens de mai 2011 à juillet 2012. Avec le retour de Gervais Martel à la tête du club, il réintègre ses fonctions de directeur sportif à compter du 18 juillet 2013.

## Biographie

### Carrière en clubs
Originaire du Pas-de-Calais, il joue sa première saison de professionnel à seulement 18 ans à l'USL Dunkerque où il est titulaire au milieu de terrain. En 1995, il découvre la Ligue 1 avec le FC Metz. Il se révèle au grand public comme un des meilleurs joueurs de la saison 1997-98 qui voit le FC Metz terminer 2e de Ligue 1 (avec notamment les Robert Pirès, Bruno Rodriguez ou Frédéric Meyrieu). 
Il profite de cette notoriété pour accepter une offre de la Juventus Turin. Il remporte le Trophée Luigi Berlusconi, un tournoi amical, en août 1998 (2-1 contre le Milan AC). Il joue 3 matchs de Ligue des champions où le club turinois est éliminé par Manchester United en demi-finale. Malheureusement, il ne parvient pas à s’imposer en Italie (12 matches de championnat et 6 de coupe). Il reviendra plus tard sur cette expérience en regrettant son impatience de l'époque : « J’ai été trop impatient. J’aurais dû rester à la Juve et ne pas vouloir partir au bout d’un an. (...) Aujourd’hui, avec le recul, j’aurais dû rester tranquille et j’aurais fait mon petit bonhomme de chemin tout aussi bien ». Il revient ensuite en France, au RC Lens pour la saison 1999-2000.
Dès sa première saison au RC Lens, ses performances se font sentir et le club arrive en demi-finale de la Coupe UEFA (défaite contre Arsenal). Il est ensuite de nouveau vice-champion de Ligue 1 en 2002 derrière l'Olympique lyonnais. Il joue 4 ans à Lens avec une moyenne de trente matchs par an.
À 31 ans et après avoir fait le tour du football français, il décide de s'expatrier à nouveau dans « un club qui joue tous les ans le titre national et la Coupe d’Europe ». C'est chose faite à l'Austria Vienne, où il découvre un football différent et un nouveau mode de vie. Il signe tout d'abord pour une saison et renouvelle son contrat chaque année. Il devient champion d'Autriche lors de la saison 2005-06 et gagne 4 coupes d'Autriche (2005, 2006, 2007 et 2009).
En 2006, Jocelyn Blanchard est élu deuxième meilleur joueur de l'année en Autriche, derrière l'attaquant allemand Alexander Zickler.
En 2022, le magazine So Foot le classe dans le top 1000 des meilleurs joueurs du championnat de France, à la 940e place.

### Reconversion
En 2009, alors âgé de 37 ans, le club de Vienne lui propose un poste technique, ce que s'empresse de refuser Blanchard s'estimant « encore très en forme ». Il signe alors un contrat d'un an, plus une autre en option dans le club du SK Austria Kärnten où il est le capitaine.
En 2010, il est nommé conseiller technique à Istres auprès de Francis Collado, qu'il a connu à Lens.
En mai 2011, il devient directeur sportif du RC Lens, remplaçant Daniel Leclercq,. Il occupa cette mission jusqu'au 2 juillet 2012 et le départ de Gervais Martel mais reprend cette fonction avec le retour aux affaires de ce dernier le 18 juillet 2013. Il est démis de ses fonctions le 26 septembre 2017.
Le 19 février 2019, le RFC Seraing (D3 belge) annonce la nomination de Jocelyn Blanchard comme nouveau directeur général, justifiant ce choix par « les liens qui l'unissent au FC Metz ».
En mai 2020, il est nommé directeur de la recherche et du développement au sein du club de l'USL Dunkerque, fraîchement promu en Ligue 2. Il quitte le club en novembre 2023, peu après son rachat par le groupe Amissos. 

## Clubs

### Comme joueur
- 1991-1995 :  USL Dunkerque
- 1995-1998 :  FC Metz
- 1998-1999 :  Juventus
- 1999-2003 :  Racing Club de Lens
- 2003-2009 :  Austria Vienne
- 2009-2010 :  SK Austria Kärnten

### Comme directeur sportif
- 2011 – juillet 2012 :  Racing Club de Lens
- Juillet 2013 – septembre 2017 :  Racing Club de Lens

## Statistiques
| Saison    | Club               | Pays     | Championnat | Championnat | Championnat |
| Saison    | Club               | Pays     | Division    | Matchs      | Buts        |
| --------- | ------------------ | -------- | ----------- | ----------- | ----------- |
| 1991-1992 | USL Dunkerque      | France   | Division 2  | 28          | 1           |
| 1992-1993 | USL Dunkerque      | France   | Division 2  | 34          | 5           |
| 1993-1994 | USL Dunkerque      | France   | Division 2  | 41          | 2           |
| 1994-1995 | USL Dunkerque      | France   | Division 2  | 31          | 3           |
| 1995-1996 | FC Metz            | France   | Division 1  | 37          | 3           |
| 1996-1997 | FC Metz            | France   | Division 1  | 38          | 5           |
| 1997-1998 | FC Metz            | France   | Division 1  | 33          | 1           |
| 1998-1999 | Juventus Turin     | Italie   | Serie A     | 12          | 0           |
| 1999-2000 | RC Lens            | France   | Division 1  | 27          | 1           |
| 2000-2001 | RC Lens            | France   | Division 1  | 33          | 1           |
| 2001-2002 | RC Lens            | France   | Division 1  | 34          | 1           |
| 2002-2003 | RC Lens            | France   | Division 1  | 33          | 0           |
| 2003-2004 | Austria Vienne     | Autriche | Bundesliga  | 31          | 1           |
| 2004-2005 | Austria Vienne     | Autriche | Bundesliga  | 35          | 1           |
| 2005-2006 | Austria Vienne     | Autriche | Bundesliga  | 33          | 1           |
| 2006-2007 | Austria Vienne     | Autriche | Bundesliga  | 36          | 3           |
| 2007-2008 | Austria Vienne     | Autriche | Bundesliga  | 31          | 2           |
| 2008-2009 | Austria Vienne     | Autriche | Bundesliga  | 31          | 0           |
| 2009-2010 | SK Austria Kärnten | Autriche | Bundesliga  | 21          | 1           |

Total carrière (au 1er mai 2010)
- 235 matchs et 12 buts en Division 1
- 134 matchs et 11 buts en Division 2
- 12 matchs en Serie A
- 218 matchs et 9 buts en Bundesliga

## Palmarès

### En club
- Champion d'Autriche en 2006 avec l'Austria Vienne
- Vainqueur de la Coupe d'Autriche en 2005, 2006, 2007 et 2009 avec l'Austria Vienne
- Vainqueur de la Coupe de la Ligue en 1996 avec le FC Metz
- Vainqueur du Trophée Luigi Berlusconi en 1998  avec la Juventus Turin
- Vice-champion de France en 1998 avec le FC Metz et 2002 avec le RC Lens
- Vice-champion d'Autriche en 2004 avec l'Austria Vienne
- Finaliste de la Coupe d'Autriche en 2004 avec l'Austria Vienne
- Demi-finaliste de la Ligue des Champions en 1999 avec la Juventus Turin
- Demi-finaliste de la Coupe de l'UEFA en 2000 avec le RC Lens

### Distinction individuelle
- Nommé dans l'équipe-type de Division 1 en 2002[11]
- Élu deuxième meilleur footballeur autrichien de l'année en 2006[12] derrière l'allemand Alexander Zickler.